# Bukit Sumpaijalo
Bukit Sumpaijalo är ett berg i Indonesien.   Det ligger i provinsen Aceh, i den västra delen av landet, 1 700 km nordväst om huvudstaden Jakarta. Toppen på Bukit Sumpaijalo är 278 meter över havet.
Terrängen runt Bukit Sumpaijalo är lite kuperad.Runt Bukit Sumpaijalo är det ganska glesbefolkat, med 47 invånare per kvadratkilometer. Närmaste större samhälle är Bireun, 13,7 km nordost om Bukit Sumpaijalo. I omgivningarna runt Bukit Sumpaijalo växer i huvudsak städsegrön lövskog.